# VPS
VPS (англ. virtual private server) или VDS (англ. virtual dedicated server), виртуальный выделенный сервер — вид сервера, root-доступ  к которому его клиент получает посредством удалённого интернет соединения. В плане управления операционной системой по большей части соответствует физическому выделенному серверу. В частности: root-доступ, собственные IP-адреса, порты, правила фильтрования и таблицы маршрутизации.

## Особенности
Внутри виртуального сервера можно создавать собственные версии системных библиотек или изменять существующие, владелец VPS может удалять, добавлять, изменять любые файлы, включая файлы в корневом и других служебных каталогах, а также устанавливать собственные приложения или настраивать/изменять любое доступное ему прикладное программное обеспечение.
В некоторых системах аппаратной виртуализации также доступны для редактирования настройки ядра операционной системы и драйверов устройств.

## Основные сведения
Виртуальный выделенный сервер эмулирует работу отдельного физического сервера. На одной машине может быть запущено множество виртуальных серверов. Помимо некоторых очевидных ограничений, каждый виртуальный сервер предоставляет полный и независимый контроль и управление, как предоставляет его обычный выделенный сервер.
Каждый виртуальный сервер имеет свои процессы, ресурсы, конфигурацию и отдельное администрирование. Обычно в качестве виртуального сервера используются свободно распространяемые версии операционных систем UNIX и GNU/Linux. Для эмуляции обычно используются технологии виртуальных машин.
Администратор-владелец виртуального сервера может устанавливать любые приложения, работать с файлами и выполнять любые другие задачи, возможные на отдельной машине. Аренда виртуального сервера — популярный вид хостинга, так как предоставляет разумный баланс между ценой и возможностями для большинства владельцев интернет-сайтов и приложений. Цена может сильно различаться в зависимости от пакета услуг поддержки и администрирования.
Виртуальные серверы без поддержки (англ. unmanaged) предоставляются по низким (от нескольких долларов в месяц) ценам, ещё дешевле будет аренда VPS-серверов для полной автономии. Создание сайта на таком сервере может потребовать от владельца довольно обширных знаний по администрированию операционной системы и интернет приложений. Неподдерживаемый хостинг хорошо подходит для специалистов и энтузиастов.
Поддерживаемые (англ. managed) виртуальные серверы варьируются в широких пределах и подходят тем, кто заинтересован направить все усилия на развитие сайта, а не на технические детали его содержания.

## Программное обеспечение
Следующие программные продукты дают возможность создавать VDS/VPS:
- Parallels Virtuozzo
- OpenVZ 6/7
- VMware ESX
- Microsoft Hyper-V
- Xen
- KVM
- HyperVM
- VMmanager